# Araneus rubrivitticeps
Araneus rubrivitticeps là một loài nhện trong họ Araneidae.
Loài này thuộc chi Araneus. Araneus rubrivitticeps được Embrik Strand miêu tả năm 1911.